# 박정희 (화가)
박정희(朴貞嬉, 1923년 4월 25일 ~ 2014년 12월 3일)는 대한민국의 화가이다. 본관은 무안이며 한글 점자인 훈맹정음을 만든 박두성의 장녀이다.

## 경력
- 한국수채화협회 고문
- 평안 수채화의 집 원장

이 외에도 인천 제2송림보통학교 교사, 화도유치원 원장을 역임했다.

## 학력
- 경성여자사범학교 졸업

## 수상
- 1997년 국민훈장 동백장
- 2001년 인천시 문화상
- 2006년 제1회 인천사회복지상

## 생애
경성여자사범학교를 졸업하고 인천 제2송림보통학교에서 교사로 근무했다. 평양의학전문학교 출신 의사였던 유영호와 결혼한 뒤부터 평양에 거주했지만 1947년에 친정인 인천으로 이주했다.
67세였던 1990년에 화가로 등단했다. 그의 아버지였던 박두성의 업적을 이어받아 전시회 등으로 마련한 수익금을 점자도서관 건립과 시각장애인의 재활 후원에 사용했다. 또한 송암장학회를 설립해 시각장애인을 위한 기금 마련과 봉사 활동에 힘썼다.
2009년에는 질병이나 사고 등으로 시력을 잃은 중도 시각장애인 재활을 위한 기금을 마련하기 위해 100여 점에 달하는 수채화 작품을 기증했다. 2014년 12월 3일에 향년 91세를 일기로 사망했으며 생전에 약속했던 장기 기증을 실천하기 위해 자신의 양쪽 각막을 시각장애인 2명에게 기증했다. 슬하에 4녀 1남을 두었다.

## 저서
- 《박정희 할머니의 육아일기》 (한국방송출판, 2001년)
- 《박정희 할머니의 나의 수채화 인생》 (미다스북스, 2005년)
- 《박정희 할머니의 행복한 육아일기 (다섯 남매 태어나서 한글 배울 때까지)》 (걷는책, 2011년)